# Lirceolus smithii
Lirceolus smithii là một loài chân đều trong họ Asellidae. Loài này được Ulrich miêu tả khoa học năm 1902.